# DNA-Origami

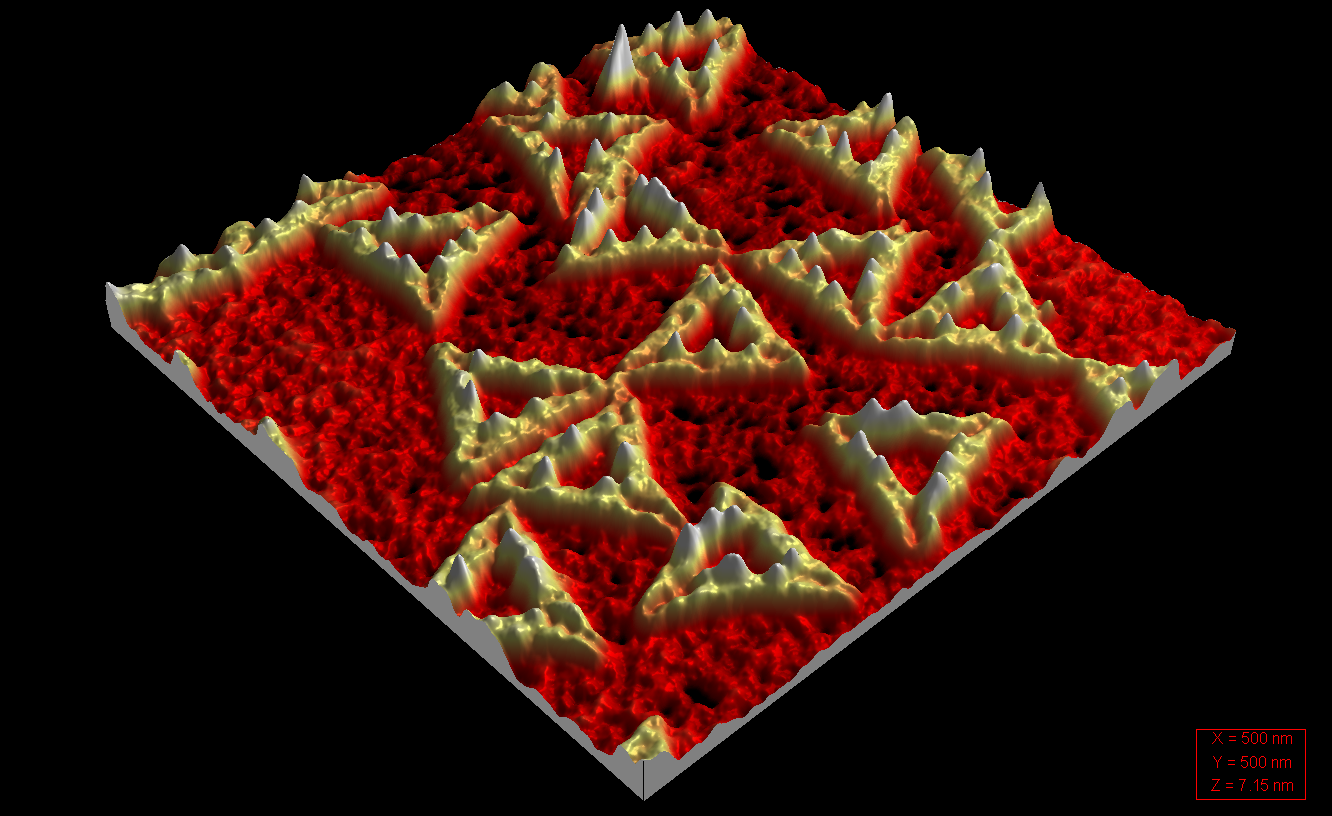
Rastersondenmikroskopisches Bild eines dreieckigen DNA-Origamis

Als DNA-Origami bezeichnet man in der Biochemie und Biophysik das Falten von DNA, um beliebige zwei- und dreidimensionale Formen auf der Nanoskala zu erzeugen. 

## Prinzip
In dem von Paul Rothemund am California Institute of Technology entwickelten Prozess des scaffolded DNA origami wird ein langer Einzelstrang meist viraler DNA verwendet, der scaffold strand (Gerüst-Strang). Mit Hilfe vieler kürzerer DNA-Einzelstränge, den staple strands (Heft-Strang), die jeweils an zwei Stellen des scaffold strands binden, wird der scaffold strand gefaltet, um die gewünschte Form anzunähern. Durch das Verbinden von Gerüst-Strängen mit mehreren kurzen Heft-Strängen entsteht gezielt eine dreidimensionale Struktur.
Grundlage der Methode ist, dass aufgrund der Basenpaarung zueinander passende (revers komplementäre) Sequenzen von Nukleotiden dank der spezifischen Bindung zwischen komplementären Basen miteinander hybridisieren, was für eine Selbstassemblierung verwendet werden kann. Ein staple strand etwa, dessen zwei Hälften komplementär zu zwei Abschnitten des scaffold strands sind, bindet mit jeder seiner Hälften an den jeweiligen Abschnitt des scaffold strands. Hierzu muss sich das lange DNA-Molekül falten, da beide Abschnitte nun durch den staple strand „zusammengeheftet“ werden.
Die Basensequenz der Viren-DNA (des scaffold strand) ist bekannt. Es werden Oligonukleotide (die staple strands) entworfen und synthetisiert, die den scaffold strand möglichst geschickt in der gewünschten Form halten. Üblicherweise wird die Viren-DNA zeilenweise in ein Raster gefaltet, das die Form annähert. Werden scaffold strands mit staple strands unter geeigneten Bedingungen gemischt und erhitzt, bilden sich die beabsichtigten Figuren ohne lenkende Einwirkung von außen. Aus diesem Grund wird diese Methode als selbstorganisierend (self-assembling) bezeichnet. Verschiedenste zweidimensionale Formen, darunter Landkarten, Sterne und Smileys, sowie dreidimensionale Strukturen, etwa Tetraeder, wurden bereits erzeugt.
Die Vorteile dieser Methode sind die relative Einfachheit, hohe Ausbeute und geringen Kosten. Viele mögliche Anwendungen wurden in der Literatur vorgeschlagen, darunter Hülsen für den Wirkstofftransport, Positionierung von Nanopartikeln und Herstellung von Auflösungslinealen für die Lichtmikroskopie (sogenannte Nanometerlineale). DNA-Origami wird unter anderem zur Herstellung von DNA-Maschinen verwendet.
Da die Basenpaarung eine relativ hohe Bindungsenergie aufweist und sich erst bei Temperaturen über 90 °C auflöst, werden für temporäre Verbindungen (z. B. bei beweglichen Teilen einer DNA-Maschine) andere intramolekulare Anziehungs- und Abstoßungskräfte wie die Basenstapelung verwendet, die durch geringere Temperaturänderungen oder durch Zugabe von Kationen gesteuert werden können.

## Geschichte
Die erste Verwendung von DNA zur Erzeugung von Strukturen wurde 1991 durch Nadrian C. Seeman beschrieben, mit dem Ziel, ein Gerüst zur Anheftung von Biomolekülen in regelmäßigen Abständen zu erzeugen, um nicht-kristallisierbare Biomoleküle besser per Röntgen-Strukturanalyse untersuchen zu können.